# Amt Müncheberg
Das Amt Müncheberg war ein Amt im Landkreis Märkisch-Oderland in Brandenburg.

## Geographische Lage
Das Amt Müncheberg grenzte im Norden an die Ämter Märkische Schweiz und Neuhardenberg, im Osten an das Amt Seelow-Land, im Süden an das Amt Steinhöfel/Heinersdorf, im Südwesten an das Amt Grünheide (Mark) und im Westen an das Amt Märkische Schweiz.

## Geschichte
Der Minister des Innern des Landes Brandenburg erteilte am 13. Juli 1992 seine Zustimmung zur Bildung des Amtes Müncheberg. Als Zeitpunkt des Zustandekommens des Amtes wurde der 16. Juli 1992 festgelegt. Das Amt hatte seinen Sitz in der Stadt Müncheberg und bestand aus sechs Gemeinden in den damaligen Kreisen Seelow und Strausberg (in der Reihenfolge der Nennung im Amtsblatt):
1. Trebnitz
2. Jahnsfelde
3. Hermersdorf/Obersdorf
4. Eggersdorf bei Müncheberg
5. Hoppegarten bei Müncheberg
6. Stadt Müncheberg

Zum 31. März 2002 schlossen sich die Gemeinden Eggersdorf/Mü., Hermersdorf/Obersdorf, Hoppegarten/Mü., Jahnsfelde, Trebnitz und die Stadt Müncheberg zur neuen Stadt Müncheberg zusammen. Das Amt Müncheberg wurde am selben Tag aufgelöst und die Stadt Müncheberg amtsfrei.

## Politik

### Amtsdirektor
Amtsdirektor war Klaus Zehm, der später Bürgermeister der Stadt Müncheberg wurde.

### Wappen
| Wappen des Amtes Müncheberg | Blasonierung: „Geviert von Rot und Gold; Feld 1: ein silbernes sechsspeichiges Wagenrad, Feld 2: ein grüner Tannenbaum, Feld 3: auf grünem Dreiberg ein wachsender Mönch mit silberner Kutte und schwarzem Skapulier, der in der Rechten einen silbernen Schild mit rotem goldbewehrten Adler und in der Linken einen silbernen besternten Stab hält (Stadtwappen vor 2002), Feld 4: silbern gefugtes Mauerwerk.“ |
| Wappen des Amtes Müncheberg | |